# Liège-Bastogne-Liège 1989
La 75e édition de Liège-Bastogne-Liège a eu lieu le 16 avril 1989 et a été remportée par l'Irlandais Sean Kelly.
La course disputée sur un parcours de 268 kilomètres est l'une des manches de la Coupe du monde de cyclisme sur route 1989.

## Classement
| #  | Coureur          | Équipe                           |    | Temps           |
| -- | ---------------- | -------------------------------- | -- | --------------- |
| 1  | Sean Kelly       | PDM-Ultima-Concorde              | en | 7 h 23 min 40 s |
| 2  | Fabrice Philipot | Toshiba                          |    | m.t             |
| 3  | Phil Anderson    | TVM-Yoko                         |    | m.t             |
| 4  | Pedro Delgado    | Reynolds-Banesto                 |    | m.t             |
| 5  | Sammie Moreels   | Lotto-Vlaanderen-Jong-MBK-Merckx |    | m.t             |
| 6  | Steven Rooks     | PDM-Ultima-Concorde              |    | m.t             |
| 7  | Laurent Fignon   | Super U-Raleigh-Fiat             |    | m.t             |
| 8  | Eric Van Lancker | Panasonic-Isostar                |    | m.t             |
| 9  | Bruno Cornillet  | Z-Peugeot                        |    | m.t             |
| 10 | Miguel Indurain  | Reynolds-Banesto                 |    | m.t             |